# 吉田謙一
吉田 謙一（よしだ けんいち、1953年 - ）は、日本の法医学者。

## 略歴
- 1979年 - 愛媛大学医学部卒業
- 1983年 - 愛媛大学医学博士　「カルシウムによる血小板細胞骨格-収縮系の調節 」
- 1999年4月～2014年3月 - 東京大学大学院医学系研究科教授（法医学講座）

## 著書
- 『事例に学ぶ法医学』（有斐閣、2001年）